# Autyzm wysokofunkcjonujący

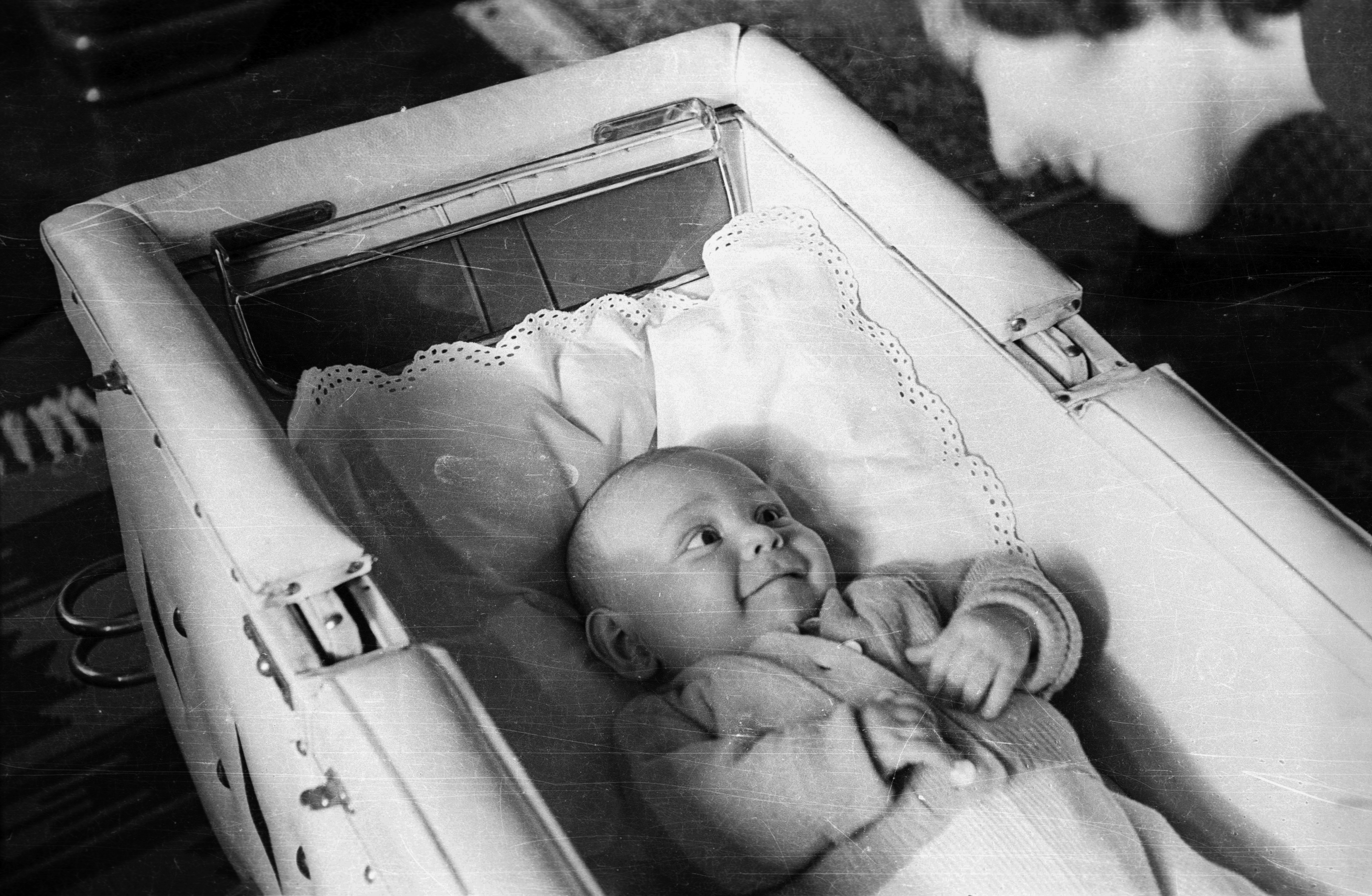
Na wczesne rozpoznanie autyzmu dziecięcego i szybkie podjęcie interwencji pozwala obserwacja uwagi, z jaką noworodki i niemowlęta wpatrują się w oczy matki i śledzą zmiany kierunku jej spojrzenia. Brak takiego zachowania może być objawem ślepoty umysłu (zob. system czytania umysłu i mechanizm współdzielenia uwagi)

Autyzm wysokofunkcjonujący (ang. high-functioning autism, HFA) – nieformalne określenie jednego z typów autyzmu dziecięcego, rodzaj całościowych zaburzeń rozwoju należący do szerokiego spektrum autystycznego (podobny do zespołu Aspergera). Etiologia, mechanizmy i możliwości psychoterapii nie zostały dotychczas ustalone. Znanymi przedstawicielami grupy osób z HFA są Temple Grandin i Darold Treffert.

## Objawy
Dziecko z AS/HFA ma ograniczony kontakt z rodziną i spędza mało czasu z rówieśnikami. Bywa bardziej od innych dzieci zafascynowane różnymi systemami (np. zabawki, urządzenia mechaniczne, matematyka). Bardziej konsekwentnie niż one podąża za własnymi pragnieniami i przekonaniami. Tego rodzaju różnice w zachowaniach bywają uznawane za „upośledzenie” lub „zaburzenia” (niepełnosprawności), jednak część psychologów sugeruje stosowanie pojęć „odmienność” i „styl poznawczy”. Odmienność utrudnia integrację, będącą warunkiem rozwoju w kolejnych okresach życia. Iloraz inteligencji osób z HFA jest bardzo zróżnicowany – często przekracza 115 (zob. skala Wechslera), co sprawia, że osoby z autyzmem wysokofunkcjonującym w miarę dobrze lub dobrze funkcjonują w społeczeństwie.

## Krytyka
Wielu autystycznych aktywistów i samorzeczników nie zgadza się z kategoryzowaniem jednostek jako osób z „wysokofunkcjonującym” lub „niskofunkcjonującym” autyzmem, argumentując że określenie „niskofunkcjonujący autyzm” sprawia, że inni mają niskie oczekiwania wobec dziecka i postrzegają je jako „mniej warte”. Krytycy określeń „wysokofunkcjonujący” i „niskofunkcjonujący” zauważają, że funkcjonowanie jednostki może być zmienne z dnia na dzień, a takie wyrażenia nie biorą takich czynników pod uwagę. Ponadto prowadzi to do nieuwzględnienia w dyskusji osób z „średniofunkcjonującym autyzmem”, a przez to, że spektrum autyzmu jest nieliniowe, jednostki znajdujące się w nim mogą być wysokofunkcjonujące w pewnych obszarach życia, a w innych –  średnio- lub niskofunkcjonujące.
Zauważa się również, że określenie osoby jako wysokofunkcjonującej może wynikać z jej postrzegania przez otoczenie wskutek stosowania przez nią maskowania, co jest dla niej wyczerpujące i dezorientujące, z czym wiążą się często współwystępujące zaburzenia lękowe, depresja, zaburzenia tikowe czy zaburzenia odżywiania.